# Kerwin Peixoto
Kerwin Peixoto (San Juan de Lurigancho, Provincia de Lima, 21 de febrero de 1988) es un futbolista peruano. Juega de defensa central o lateral izquierdo y su equipo actual es Dinamo de Solabaya que participa en la Copa Perú. Tiene 37 años.
Debutó oficialmente en Primera División el 21 de junio del 2008 jugando por Alianza Lima.

## Trayectoria
En 2015 descendió con Cienciano.

## Selección nacional
Ha sido internacional con la selección peruana en el Campeonato Sudamericano Sub-17 del 2005 y la Copa Mundial de Fútbol Sub-17 de 2005. Luego participó en el Sudamericano Sub-20 de 2007. El 18 de noviembre de 2009 debutó con la selección mayor en un amistoso ante Honduras.

## Clubes
| Club                    | País | Año         |
| ----------------------- | ---- | ----------- |
| Lawn Tennis             | Perú | 2003        |
| Alianza Lima            | Perú | 2007-2008   |
| Alianza Atlético        | Perú | 2009        |
| Alianza Lima            | Perú | 2010        |
| Cobresol                | Perú | 2011        |
| Atlético Grau           | Perú | 2012        |
| Sport Boys              | Perú | 2013        |
| San Simón               | Perú | 2014        |
| Cienciano               | Perú | 2015        |
| Cultural Santa Rosa     | Perú | 2018        |
| Credicoop San Cristóbal | Perú | 2019        |
| Sport Chavelines        | Perú | 2019        |
| Credicoop San Cristóbal | Perú | 2020 - 2022 |
| Episa Pacocha           | Perú | 2023        |
| Hijos del Altiplano     | Perú | 2024 -      |

- Datos: Q797858